# Коце Траяновскі
Коце Траяновскі (мак. Коце Трајановски; нар. 1956) — македонський політик і нинішній мер Скоп'є. Він є членом ВМРО-ДПМНЄ. Перш, ніж бути мером Скоп'є, він був членом парламенту і мером общини Гази-Баба.

## Біографія
Він народився в 1956 році. Навчався на машинобудівному факультеті Університету св. Кирила і Мефодія, який закінчив у 1980 році. У 1981 році він почав працювати в МЗТ-Хепос, де він керував комп'ютерним центром. Після цього, він відкрив свою власну фірму комп'ютерного програмного забезпечення. У 1998 році він був обраний народним депутатом. У 2005 році він був обраний мером Гази-Баба. А в 2009 році він був обраний мером Скоп'є. На місцевих виборів у березні 2013 року він був переобраний на другий термін.